# Howard Carter (Basketballspieler)
Howard O’Neal Carter (* 26. Oktober 1961 in Baton Rouge, Louisiana) ist ein ehemaliger US-amerikanisch-französischer Basketballspieler.

## Laufbahn
Der 1,95 Meter große Flügelspieler erzielte für die Hochschulmannschaft der Louisiana State University (LSU) zwischen 1979 und 1983 insgesamt 1942 Punkte. Mit diesem Wert lag er zum Zeitpunkt seines Abschied von der Hochschule hinter Pete Maravich und Rudy Macklin auf dem dritten Rang der ewigen LSU-Korbjägerliste. Zu seinen Mannschaftskameraden an der Universität gehörte Derrick Taylor.
Die Rechte an Carter gingen beim NBA-Draftverfahren im Jahr 1983 an die Denver Nuggets, die ihn in der ersten Runde an 15. Stelle auswählten. Für Denver bestritt er in der Saison 1983/84 55 NBA-Spiele, in denen er im Durchschnitt 6,2 Punkte erzielte. Anfang August 1984 wurde Carter an die Dallas Mavericks abgegeben. In den Farben der Texaner wurde er bis Mitte Dezember 1984 elf Mal eingesetzt und dann aus dem Kader genommen.
1985 nahm Carter ein Auslandsangebot vom französischen Erstligisten EB Orthez an und trug erheblich dazu bei, dass die von Trainer George Fisher betreute Mannschaft 1986 und 1987 französischer Meister wurde. In der Saison 1985/86 erzielte Carter 21,9 Punkte und 1986/87 23,6 Punkte je Begegnung. Im Europapokal der Landesmeister misslang Carter und Orthez 1987 der Einzug ins Endspiel nur knapp, man wurde in der Halbfinalrunde Dritter. Er spielte bis 1989 in Orthez. Carter musste aufgrund eines Achillessehenrisses aussetzen, im Spieljahr 1990/91 stand er dann beim Zweitligisten Châlons unter Vertrag. Ende Februar 1992 kehrte er nach Orthez zurück und gewann mit der Mannschaft ein drittes Mal die französische Meisterschaft.
Der Flügelspieler nahm im Laufe seiner Zeit in Frankreich die Staatsbürgerschaft des Landes an und wurde in die Nationalmannschaft berufen.
Im April 1995 wurde Carter in Le Havre wegen Drogenbesitz festgenommen, nachdem er bereits vorher wegen ähnlicher Vorfälle auffällig geworden war. In der Saison 1995/96 spielte er in Frankreichs erster Liga für Montpellier, 1997/98 in Griechenland bei Iraklio OAA B.C. Carters 1997 geborener Sohn Cameron Carter-Vickers wurde Fußballprofi.